# Senat Arizony
Senat Arizony (Arizona Senate) – izba wyższa parlamentu amerykańskiego stanu Arizona. Składa się z 30 członków wybieranych na dwuletnią kadencję. W wyborach stosuje się jednomandatowe okręgi wyborcze i ordynację większościową. Prawo stanowe nie pozwala na zasiadanie w izbie dłużej niż przez cztery kadencje z rzędu (jednak po opuszczeniu jednej, można kandydować na kolejne cztery). Senat zbiera się na Kapitolu Stanowym Arizony w Phoenix.